# Saison 13 de PJ
 (juin 2013).
Chronologie
Saison 12 de PJ
Cet article présente le guide des épisodes de la saison 13 (et dernière) de la série télévisée PJ (2009).

## Épisode 1:Échec scolaire
- Numéro : 135 (13.01)
- Scénario : Gilles-Yves Caro
- Réalisation : Thierry Petit
- Première diffusion : 
  -  France : 8 mai 2009 sur France 2
- Invités : Nathalie Cerda : Commissaire Saboureau, Salima Glamine : Lou Guérin, Claire Dumas : Karine Guillou, Alban Casterman : Nicolas Dumond, Youssef Hajdi : Mehdi, Adrien Saint-Joré : Tartare
- Résumé : Karine, la fiancée de Rayann, a été repêchée noyée dans le canal. Il pourrait s'agir d'un meurtre et Nadine craint d'être soupçonnée. D'autre part, Nicolas Dumond, un professeur de musique, victime d'un malaise, a été transporté à l'hôpital. Là, les médecins, constatant des traces de coups et des brûlures, font appel à la police. Mais, face à Chloé et Lukas, Dumond qui semble terrorisé refuse de parler. Lukas décide d'enquêter dans le collège où il enseigne. Dumond disparaît bientôt de l'hôpital. Saboureau charge Bernard et Rayann de faire une enquête de moralité sur un postulant à la fonction de médiateur dans la cité des Jonquilles. Les habitants y mènent actuellement une chasse aux toxicomanes. L'intéressé est un ancien délinquant juvénile.

## Épisode 2:Contrôle parental
- Numéro : 136 (13.02)
- Scénario : Karim Bengana
- Réalisation : Thierry Petit
- Première diffusion : 
  -  France : 8 mai 2009 sur France 2
- Invités : Nathalie Cerda : Commissaire Saboureau, Salima Glamine : Lou Guérin, Donatienne Dupont : Cora, Mirza Halilovic : Alexandre Mitz, Anton Yakovlev : Michka Valeski
- Résumé : Chloé découvre que le jeune Luc Maillet, 14 ans, mis en garde à vue pour insultes à agent, présente de nombreuses ecchymoses. Son père est connu des services de police pour coups et blessures sur mineur. Nadine et Bernard enquêtent sur une agression perpétrée contre le docteur Jean-Marc Bellan, poussé du haut des escaliers menant à son cabinet. Peu de jours auparavant, il avait chassé de chez lui Michka Valeski, son amant, un étranger en situation irrégulière. Nadine est toujours soupçonnée d'être impliquée dans la mort de Karine et est harcelée par la DPJ. Des faux avis de recherche d'enfants disparus se multiplient sur les murs du quartier. Rayann et Lou enquêtent. Lou se croit suivie en rentrant le soir chez elle, et en fait part à Saboureau. Le coupable n'est autre que Lukas, qui tente bientôt de séduire la jeune femme...

## Épisode 3:Sans papiers
- Numéro : 137 (13.03)
- Scénario : Corinne Elizondo
- Réalisation : Thierry Petit
- Première diffusion : 
  -  France : 15 mai 2009 sur France 2
- Invités : Nathalie Cerda : Commissaire Saboureau, Muriel Racine : Mme Lartigue, Jean-Pierre Germain : M. Lartigue
- Résumé : Saboureau a décidé de faire la chasse aux étrangers en situation irrégulière. À la suite d'un jugement, Nadine et Chloé doivent appréhender deux étrangers en situation irrégulière ukrainiens, Ingrid Kinska et son fils Yann âgé de 11 ans, afin qu'ils soient reconduits dans leur pays. Mais un collectif mené par un certain Antoine Colbert s'y oppose, ce dernier devant épouser Ingrid dans 48 heures. Or, Yann est introuvable. Nadine et Chloé retrouvent son cartable chez Colbert, puis apprennent qu'il n'a plus fréquenté l'école et a disparu depuis deux mois. Pendant ce temps, au commissariat, une Africaine en situation irrégulière interpellée, Counta Bie, demande à retourner dans son pays, le Sierra Leone. Elle a visiblement peur. L'intéressée est employée comme nounou auprès de la famille Lartigue. Madame Lartigue est alors interrogée.

## Épisode 4:Dérive
- Numéro : 138 (13.04)
- Scénario : Armelle Robert et Fabienne Facco
- Réalisation : Thierry Petit
- Première diffusion : 
  -  France : 15 mai 2009 sur France 2
- Invités : Nathalie Cerda : Commissaire Saboureau, Steve Tran : Klong, Marie Vincent : Mme Desforges, Roland Marchisio : Gilles Desforges
- Résumé : Valérie Musset, une quadragénaire blessée au visage, est atteinte de convulsions sur le trottoir d'une rue. Bernard et Nadine apprennent qu'elle a récemment accouché et vit seule avec le RMI. Valérie assure que l'enfant est mort-né, ce qui est faux. À son domicile, Bernard et Nadine ne trouvent ni bébé, ni berceau. Rayann suspecte très vite une affaire de commerce de bébés. De leur côté, Lukas et Chloé enquêtent sur le décès d'un vigile nommé Bruno Flanche. Son corps a été retrouvé sur la berge du canal. Sur les lieux, les enquêteurs trouvent un tag inachevé et une bombe de peinture et soupçonnent une bagarre. L'auteur du tag, Klong, 17 ans, est bientôt retrouvé et déclare que lui et le vigile ont été attaqués par une bande de jeunes voyous. Quant à Rayann, il apprend que Karine était enceinte de lui, lors de son décès.

## Épisode 5:Un loup pour l'homme
- Numéro : 139 (13.05)
- Scénario : Jeffrey Frohner
- Réalisation : Akim Isker
- Avec : Nathalie Cerda : Commissaire Saboureau, Charlie Nelson : M. Martino, Carole Franck : Valérie Rénier, Maryline Even : Corinne Martino, Sébastien Libessart : le gardien de prison
- Première diffusion : 
  -  France : 22 mai 2009 sur France 2
- Résumé : Valérie Rénier, une veuve mère de famille, a recueilli une jeune femme en danger à la suite de quoi son appartement a été assiégé par un inconnu et sa porte à moitié défoncée. Lukas et Rayann retrouvent la jeune femme, qui prétend que rien ne s'est passé. Il semble que, prostituée, elle ait dû faire face à des violences de la part de son souteneur. Mais Valérie est bientôt agressée et son appartement incendié. Elle finit par déclarer avoir reçu des menaces contre ses enfants. Lukas et Rayann décident de la protéger. D'autre part, Bernard et Nadine s'occupent du cas de Véronique, une adolescente de 14 ans dont l'absence inquiète Corinne Martino sa mère. Son ex-mari récemment sorti de prison est interrogé. C'est alors que le patron d'un bar déclare avoir vu Véronique en compagnie d'un homme.

## Épisode 6:Nouveau Départ
- Numéro : 140 (13.06)
- Scénario : Gilles-Yves Caro
- Réalisation : Akim Isker
- Avec : Nathalie Cerda : Commissaire Saboureau, Chick Ortega : Lieutenant Morero, Pierre Laplace : Denis Calvet
- Première diffusion : 
  -  France : 22 mai 2009 sur France 2
- Résumé : Tandis que Lukas enquête sur une affaire de femme battue, la PJ doit enquêter sur une agression commise contre Denis Calvet, un médecin du travail passé à tabac sous les yeux de son épouse. L'enquête révèle bientôt que cet homme sans histoires subissait de fortes pressions de la part d'un groupe industriel, dont il dénonçait les méthodes. Pendant ce temps, Nadine toujours suspectée pour sa responsabilité dans la mort de Karine est interrogée par Saboureau.

## Épisode 7:Explosions
- Numéro : 141 (13.07)
- Scénario : Frédéric Krivine
- Réalisation : Claire de La Rochefoucauld
- Avec : Nathalie Cerda : Commissaire Saboureau, Cécile Richard : Capitaine Maud Saurin, Sophie de La Rochefoucauld : Éliane, Valérie Karsenti : Valérie
- Première diffusion : 
  -  France : 29 mai 2009 sur France 2
- Résumé : Saboureau reçoit la visite de Valérie, son ancienne amante. Celle-ci se plaint des violences exercées contre elle par son dernier amant, Jean-Louis, grosse pointure de la police, qu'elle voudrait quitter. Elle demande l'aide de Saboureau, qu'elle sait toujours attirée par elle. Nadine et Rayann sont interrogés par Almasy de l'IGS (interprété par Pierre Martot) au sujet de la noyade de Karine, la fiancée de Rayann. Bernard, de son côté, s'occupe de la plainte d'Éliane, une mère de famille qui accuse Pastor, son boucher, d'avoir intoxiqué son fils en lui ayant vendu de la viande avariée.

## Épisode 8:Impasses
- Numéro : 142 (13.08)
- Scénario : Frédéric Krivine
- Réalisation : Claire de La Rochefoucauld
- Avec : Nathalie Cerda : Commissaire Saboureau, Cécile Richard : Capitaine Maud Saurin, Sophie de La Rochefoucauld : Éliane, Valérie Karsenti : Valérie, Frédéric Krivine : le premier balayeur, Bruno Wolkowitch : le second balayeur
- Première diffusion : 
  -  France : 29 mai 2009 sur France 2
- Résumé : À la suite d'une explosion causée par la bombe posée par Maud Saurin pour appuyer sa revendication de réintégration dans la police, toute l'équipe est ensevelie sous les décombres, ainsi que diverses autres personnes. Touchée mortellement, Valérie déclare son amour à Saboureau avant de mourir. Devant Bernard Léonetti, Éliane avoue à Pastor, son boucher, qu'elle est responsable de l'intoxication de son fils. Léo, Léa et Lukas, coincés sous les décombres, sont menacés d'asphyxie par le gaz qui s'échappe des tuyaux.

## Épisode 9:Le Deal
- Numéro : 143 (13.09)
- Scénario : Magaly Richard-Serrano
- Réalisation : Pascal Heylbroeck
- Première diffusion : 
  -  France : 21 août 2009 sur France 2
- Invités : Fanny Gilles : Mathilde Dubosq, Adama Niane : Lorenzo Dantzer, Ouassini Embarek : Charlie, Frédéric Maranber : le substitut
- Résumé : Mars 1995. Mathilde Dubosq, chargée par la mairie du dossier de la sécurité de la ville, est effarée par les résultats catastrophiques de la P.J. Saint-Martin. Afin de satisfaire l'électorat du maire, le commissaire Chassagne est contraint de tout mettre en œuvre pour retrouver le principal fournisseur de drogue de l'arrondissement : Djiby Diene. Fournier est sur l'affaire. Il fait chanter un des clients de Diene, lui promettant de l'argent s'il l'aide à mettre la main sur son dealer. Nadine est éperdument amoureuse de Chassagne son amant, qui partage ses petits secrets avec elle. Bernard, lui, tente d'élucider une sombre histoire de chats enlevés. Il déduit que le coupable a accès à un fichier répertoriant les animaux et leur propriétaire.

## Épisode 10:Le Flag
- Numéro : 144 (13.10)
- Scénario : Nathalie Jacovella
- Réalisation : Pascal Heylbroeck
- Première diffusion : 
  -  France : 21 août 2009 sur France 2
- Invités : Fanny Gilles : Mathilde Dubosq, Catherine Salviat : Mme Galice, Adama Niane : Lorenzo Dantzer, Vincent Jouan : Gérard  Calvet
- Résumé : Lydia met Vincent au parfum que Djiby va faire une grosse transaction ce soir, mais elle ne connaît ni l'heure, ni le lieu. Le commissaire Chassagne, qui se ruine au jeu, doit une forte somme à Djiby Diene qui le presse. Pour rembourser, il promet de vendre rapidement sa maison de campagne, mais la vente foire. À son corps défendant, il est contraint de donner son accord à Vincent pour mettre au point une souricière permettant de coincer Djiby dans la soirée. De son côté, Bernard enquête sur un vol de médicaments dans un hôpital et tombe sous le charme d'une infirmière. Quant à Gallien, flanqué de Lemeur, il prend en charge une affaire de dégradation de véhicule. Menacé de mort, Chassagne livre à Djiby le nom de Lydia.

## Épisode 11:Le Choc
- Numéro : 145 (13.11)
- Scénario : Nathalie Jacovella et Frédéric Krivine
- Réalisation : Thierry Petit
- Première diffusion : 
  -  France : 28 août 2009 sur France 2
- Invités : Fanny Gilles : Mathilde Dubosq, Adama Niane : Lorenzo Dantzer, Ouassini Embarek : Charlie, Lise Lamétrie : Véra Kalinski, Frédéric Maranber : le substitut
- Résumé : Le cadavre de Lydia est retrouvé devant le commissariat. Vincent sait bien que le coupable est Djiby et il est résolu à l'arrêter. Chassagne, pour éviter d'éveiller les soupçons sur sa culpabilité, rejette la faute sur l'incompétence de Vincent. Mais ce dernier a compris que Chassagne ne joue pas franc jeu. Vincent a 24 heures pour retrouver Djiby. Il s'engage devant Lorenzo à le coincer. De plus, il apprend à Bernard que Mathilde est sa femme. Par précaution, Vincent et Mathilde hébergent chez eux Tonio, fils de Lydia et de Lorenzo, pour le protéger. Vincent et Bernard placent Djiby en garde à vue pour l'interroger et cuisinent Charlie Girardet, un revendeur qui semble être un important témoin du meurtre de Lydia par Djiby. Cependant, Chassagne, rongé par sa culpabilité, avoue tout au commissaire Ledannois, de l'IGS. De leur côté, Gallien et Lemeur sermonnent madame Kalinski, dont le fils, âgé de 25 ans, aurait plusieurs fois uriné par la fenêtre, arrosant ainsi une voisine, et aurait de plus chapardé une culotte.

## Épisode 12:Règlement de comptes
- Numéro : 146 (13.12)
- Scénario : Magaly Richard-Serrano et Frédéric Krivine
- Réalisation : Thierry Petit
- Première diffusion : 
  -  France : 28 août 2009 sur France 2
- Invités : Fanny Gilles : Mathilde Dubosq, Adama Niane : Lorenzo Dantzer, Ouassini Embarek : Charlie, Frédéric Maranber : le substitut, Adrien Saint-Joré : Serge, l'homme skin. Avec la participation exceptionnelle de Marc Betton
- Résumé : Violemment heurtée par une camionnette, Mathilde est dans le coma. Bernard essaie de consoler Vincent, qui s'apprête à quitter les lieux. Le commissaire Ledannois, de l'IGS, avoue à Chassagne, sous le sceau du secret, que Djiby est un indic et qu'il n'est pas question de lui chercher noise. Vincent ramène Tonio chez son père, Lorenzo, qui a prévu de s'installer dans les Landes chez un ami de confiance appelé Max, lequel doit passer les chercher dans la soirée. Max n'arrive pas seul mais accompagné de tueurs armés que Vincent désarme prestement. Vincent sait que c'est Djiby qui a envoyé ses hommes pour tuer Lorenzo et Tonio. Sollicité, Chassagne donne son accord officieux à Vincent, qui amène immédiatement Charlie pour le cuisiner. Charlie, effrayé par la violence de Vincent, finit par avouer que Djiby est protégé par un commissaire. Djiby prévient Chassagne qu'il va égorger Nadine s'il ne fait pas taire Fournier... Quant à Gallien, flanqué de son inséparable Serge Lemeur, il s'occupe d'un groupe de skinheads nazis qui agressent un groupe de reds.